# Ulu Dağ
Ulu Dağ (apareix generalment com Ulu Dagh o Ulu Tagh, la seva grafia antiga) és una cadena muntanyosa del nord-oest d'Anatòlia al sud-est de Bursa a la província de Bursa. Té una llargada d'uns 32 km i una amplada mitjana de 13 km. El seu punt culminant (el mont Ulu) és a 2.493 metres, i és conegut com l'Olímp de Mísia. Modernament és una estació d'esquí. A la zona hi ha un Parc Nacional de Turquia.